# Białuń (Stara Dąbrowa)
Białuń (deutsch Müggenhall) ist ein Dorf in der Woiwodschaft Westpommern in Polen. Es gehört zur Gmina Stara Dąbrowa (Gemeinde Alt Damerow) im Powiat Stargardzki (Stargarder Kreis).

## Geographische Lage und Verkehrsanbindung
Das Dorf liegt in Hinterpommern, 15 Kilometer nordöstlich der Kreisstadt Stargard (Stargard in Pommern) und vier Kilometer nördlich von Stara Dąbrowa (Alt Damerow) an einer Nebenstraße, die Łęczyca (Lenz) und Tolcz (Tolz) mit Chlebówko (Sassenhagen) und Chlebowo verbindet. Durch den Ort fließt der ehemals so genannte Goldbach.
Eine Bahnanbindung besteht nicht mehr. Zwischen 1895 und 2001 war der Ort Bahnstation an der Bahnstrecke Stargard-Alt Damerow-Daber (Stargard (Stargard Szecziński)-Stara Dąbrowa-Dobra) der Saatziger Kleinbahnen bzw. der Polnischen Staatsbahn (PKP).

## Ortsname
Die nach Kriegsende 1945 von der polnischen Verwaltung eingeführte Ortsbezeichnung Białuń kommt in Polen dreimal vor. Die deutsche Ortsbezeichnung Müggenhall oder Müggenhahl ist dem niederdeutschen Ausdruck Mukenhole verwandt und  bedeutet so viel wie ‚Mückenloch‘. Die Endung des Ortsnamens wird dementsprechend nicht kurz, sondern lang ausgesprochen.

## Geschichte
Müggenhall war ursprünglich ein altes Lehen der Adelsfamilie Wedel. 1766 wurde das Lehen an die Familie Lenz verkauft. Anschließend wechselten die Besitzer häufig.
Im Jahre 1910 lebten in der damals Müggenhall genannten Gemeinde samt Gutsbezirk 238 Einwohner. Ihre Zahl stieg bis 1933 auf 261 und betrug 1939 bereits 265. Damals umfasste das Gut Müggenhall eine Fläche von 463 Hektar, und bis 1943 war Bruno Schrader, danach sein Sohn Klaus Schrader Besitzer des Guts. Der Familie Schrader gehörten auch die Güter Borkenstein und Lenz A.
Bis 1945 war Müggenhall eine Gemeinde im Amts- und Standesamtsbezirk Alt Damerow (Stara Dąbrowa) im Landkreis Stolp im Regierungsbezirk Stettin der preußischen Provinz Pommern. Nachdem die Region gegen Ende des Zweiten Weltkriegs von der Roten Armee erobert worden war, wurde Müggenhall zusammen mit ganz Hinterpommern unter polnische Verwaltung gestellt und in Białuń umbenannt.  Im Anschluss daran wurde die einheimische deutsche Bevölkerung aufgrund der sogenannten Bierut-Dekrete aus dem Ort vertrieben. Der letzte deutsche Bürgermeister von Müggenhall war Richard Damerow.
Heute bildet die Ortschaft ein eigenes Schulzenamt in der Gmina Stara Dąbrowa (Gemeinde Alt Damerow).

### Entwicklung der Einwohnerzahl
- 1866: 065[3]
- 1910: 238
- 1933: 261
- 1939: 265
- 2010: 359

## Kirche

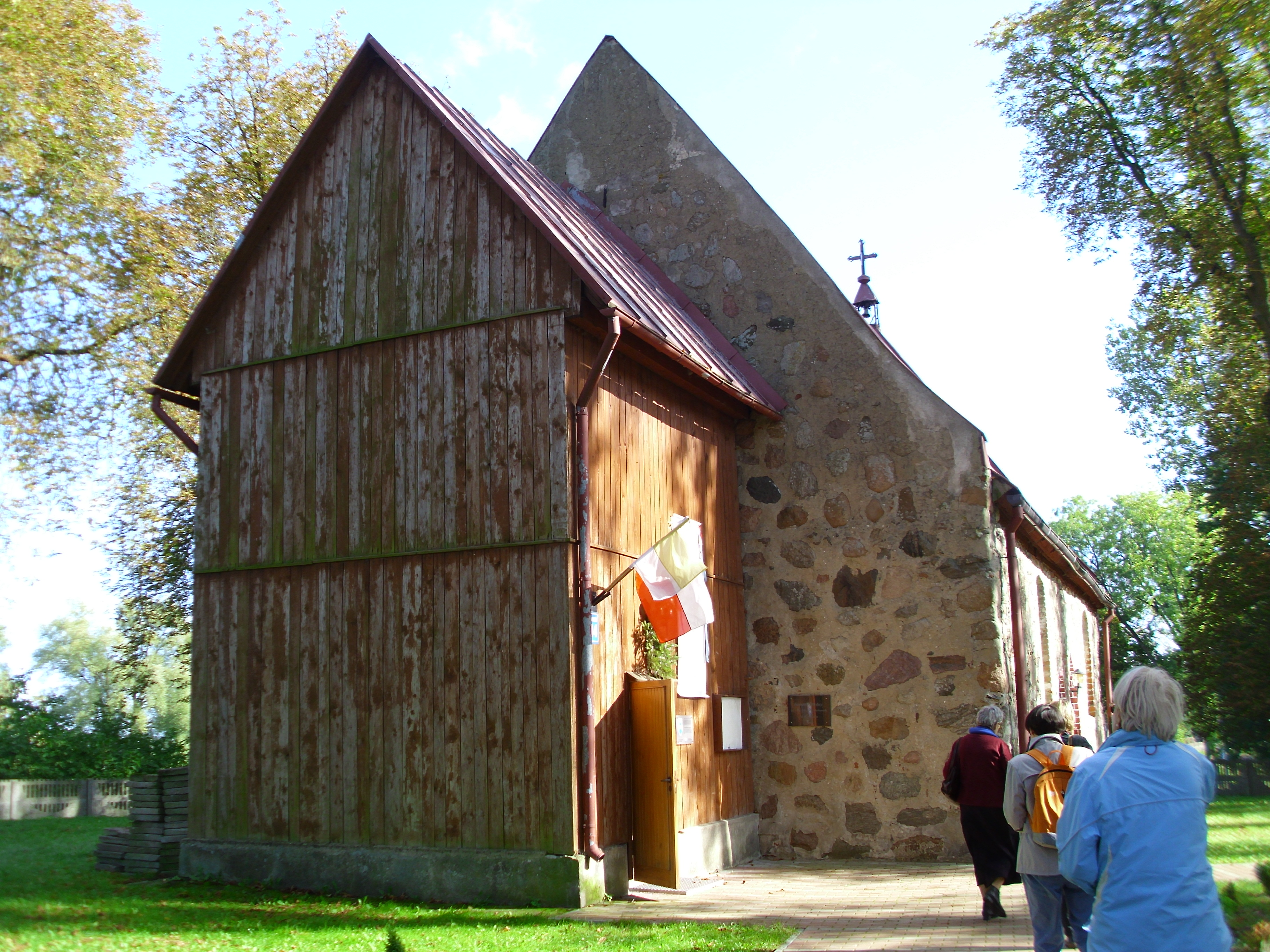
Dorfkirche (Aufnahme von 2014)

Bis 1945 bestand in Müggenhall eine selbständige evangelische Kirchengemeinde, die Filialgemeinde im Kirchspiel Alt Damerow (polnisch: Stara Dąbrowa) im Kirchenkreis Freienwalde (Chociwel) im Ostsprengel der Kirchenprovinz Pommern der Kirche der Altpreußischen Union. 1940 zählte die Kirchengemeinde Müggenhall 250 Gemeindeglieder von 1280 im gesamten Kirchspiel. Der Rittergutsbesitzer Klaus Schrader hatte zuletzt das Kirchenpatronat inne.
Seit 1945 ist Białuń in die katholische Pfarrei Maszewo (Massow) im Dekanat Maszewo im Erzbistum Stettin-Cammin der Katholischen Kirche in Polen eingegliedert. Evangelische Kirchenglieder gehören zur Trinitatiskirchengemeinde in Stettin im Bistum Breslau der Evangelisch-Augsburgischen Kirche in Polen.

## Schule
In Müggenhall bestand vor 1945 eine einstufige Volksschule.